# Сан Маурицио Канавезе (Верчели)
Сан Маурицио Канавезе је насеље у Италији у округу Верчели, региону Пијемонт.
Према процени из 2011. у насељу је живело 1032 становника. Насеље се налази на надморској висини од 307 м.